# Улица Змај Јовина (Нови Сад)
Змај Јовина улица је главна улица у пешачкој зони Новог Сада. Простире се од Трга слободе (укрштање улица краља Александра, Његошеве и Модене) до Владичанског двора (укрштање Пашићеве, Гимназијске и Дунавске улица). Са остатком центра града је повезана улицама Лазе Телечког и Светозара Милетића, али и многобројним пасажима у којима се налазе продавнице и канцеларије неких удружења и предузећа.

## Историјат
Некада се Змај Јовина улица звала Главна улица, у време Аустрије звала се немачки Hauptgasse, после буне Магазински Сокак, а после Аустро-угарске нагодбе 1867. мађарски Fö utca, касније улица Лајоша Кошута. Између два светска рата је носила име краља Петра I. Тада је Јован Јовановић Змај имао улицу Златне греде, у којој се налазила његова родна кућа. За време окупације названа је по мађарском савезнику Мусолинију. После ослобођења, закратко је поново била Краља Петра I, затим Маршала Тита, и коначно Змај Јовина.
У овој улици одувек су се налазиле трговине и дућани, а њеном дужином, од Трга Слободе до Владичанског двора пружала се пијаца. И данас се у њој налазе многе трговачке радње. Најстарија зграда је на броју 28 - „Код белог лава“ (потиче из XVIII века, 1720. године). Сматра се да је ово једна од првих кућа грађених на спрат у Новом Саду и представља типичну кућу имућног занатлије прве половине XVIII века.
До почетка ХХ века продавнице су радиле од јутра до вечери, да би потом биле очишћене и спремне за касне проводе, а цела штрафта била би претворена у Корзо.

## Улица данас
Зграде у Змај Јовиној улици припадају различитим стиловима – од барока, преко класицизма, до неоренесансе. Већина фасада је недавно обновљена, тако да се сада у целости може сагледати лепота објеката у овој улици. Улица је партерно уређена последњи пут током 2005. године. Зграде су реконструисане у духу старих времена као да призивају стари дух. Због тога је историјски од великог значаја.
Поред трговачких радњи које продају одећу и обућу, у Змај Јовиној улици постоји и неколико књижара као и мноштво кафића и ресторана.

## Споменик Јовану Јовановићу
Споменик Јовану Јовановићу Змају испред Владичанског двора епархије Бачке рад је београдског вајара Драгана Николића из 1984. Бронзана фигура Змаја у природној величини на постаменту је од јабланичког гранита.
Код овог споменика сваке године у јуну се одржава део програма Змајевих дечјих игара.